# エーリス

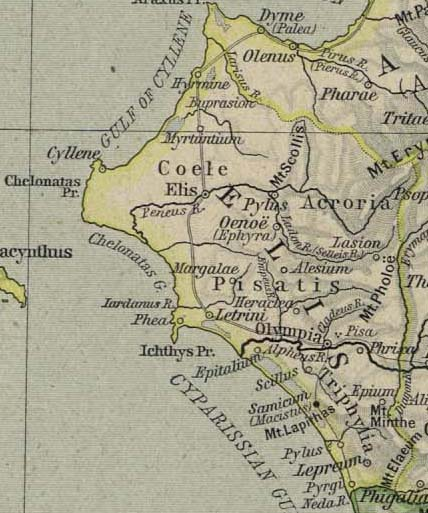
古代のエーリス

エーリス（またはエリス、古希: Ἦλις、ドーリス方言： Ἆλις、エーリス方言： Ϝάλις、英: Elis または Eleia）は、古代ギリシアの地方で、現在のイリア県に該当する。ギリシャ南部のペロポネソス半島にあり、北をアカイア、東をアルカディア、南をメッセニア、西をイオニア海とそれぞれ接している。

## 歴史と地理
第1回古代オリンピックは紀元前8世紀（伝えられるところでは紀元前776年）、エーリス当局によって、エーリスのオリンピアで催された。競技の審判ヘラノディカイはエーリス出身者だった。
地元の呼び名「ワリス」はおそらく「低地」という意味だと思われ、実際にエリスは、アカイア、アルカディアともどもそうである。山々はアルカディアの高地の続きであり、主要な河川もアルカディアの泉が源である。
エーリスは次の3つの地区に分かれている。
- コイレ[5]（「窪地」） - 低地エーリス。最も北の地域で、最も面積が広い。ペネウス川（Peneus）とその支流ラドン川が流れている。この支流と同じ名前の川がアルカディアを流れている。古代には、牛や馬で有名だった。
- ピサティス[6] - ピサ（英語版）の領域。コイレから南のアルペイオス川の右岸に広がり、オリンピアを含む。
- トリピュリア[7] - 3つの部族の土地。アルペイオス川の南からネダ川まで広がる。

現代のエーリスは、アマリアダの北東14kmに位置する、古代遺跡の上に建設された、人口150人の小さな村である。近年の発掘で出土した財宝を含む博物館がある。さらに古代の劇場も良好な状態で残っている。エーリスは馬の飼育とオリンピック競技発祥で有名である。

## 出身者

### 運動選手
- コロイボス - 第1回オリンピックの金メダリスト。
- エリスのトロイロス（英語版）

### 伝説の王
- サルモーネウス
- アエトリオス
- エンデュミオーン
- エペイオス
- アイトーロス
- アウゲイアース
- アンピマコス（英語版） - トロイア戦争のエーリス軍の長。
- タルピオス - トロイア戦争のエーリス軍の長。
- オクシュロス

### 知識人
- ヒッピアス (ソフィスト)
- エリスのパイドン
- ピュロン